# Novi Sad

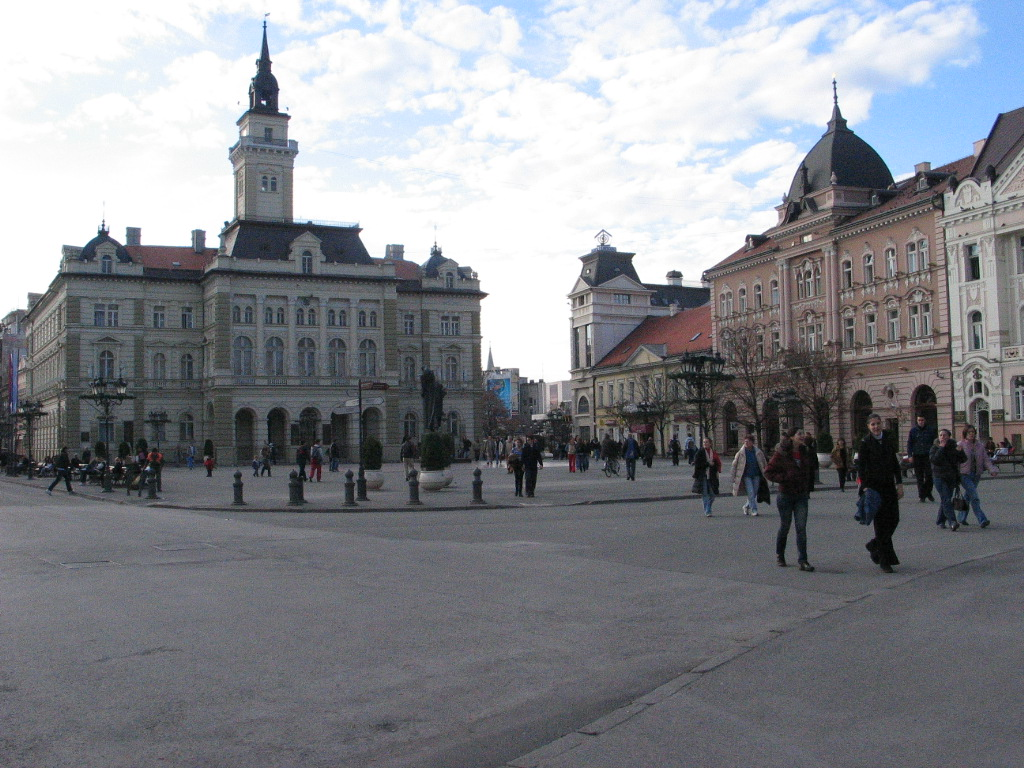
Vrijheidsplein met Stadhuis

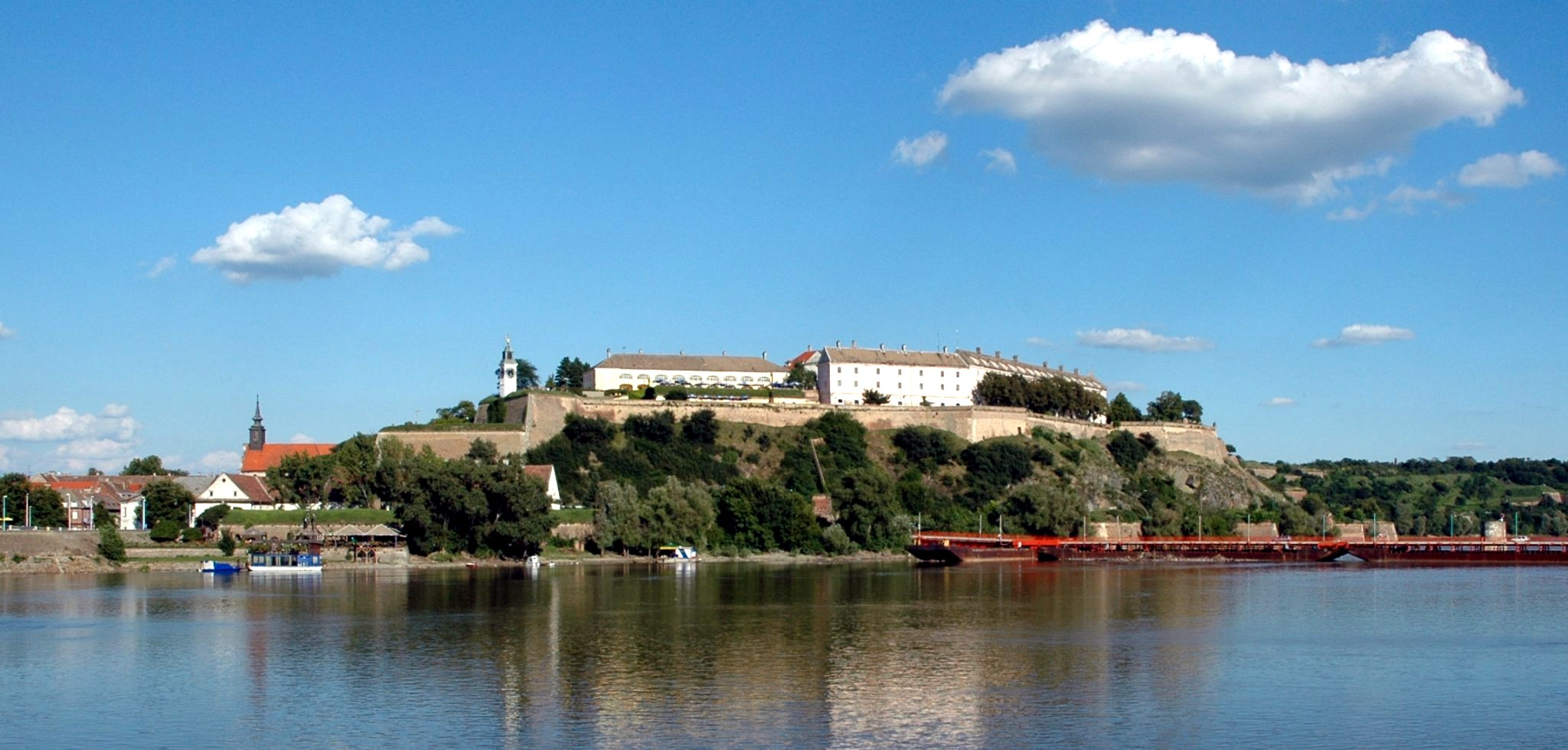
Burcht Petrovaradin

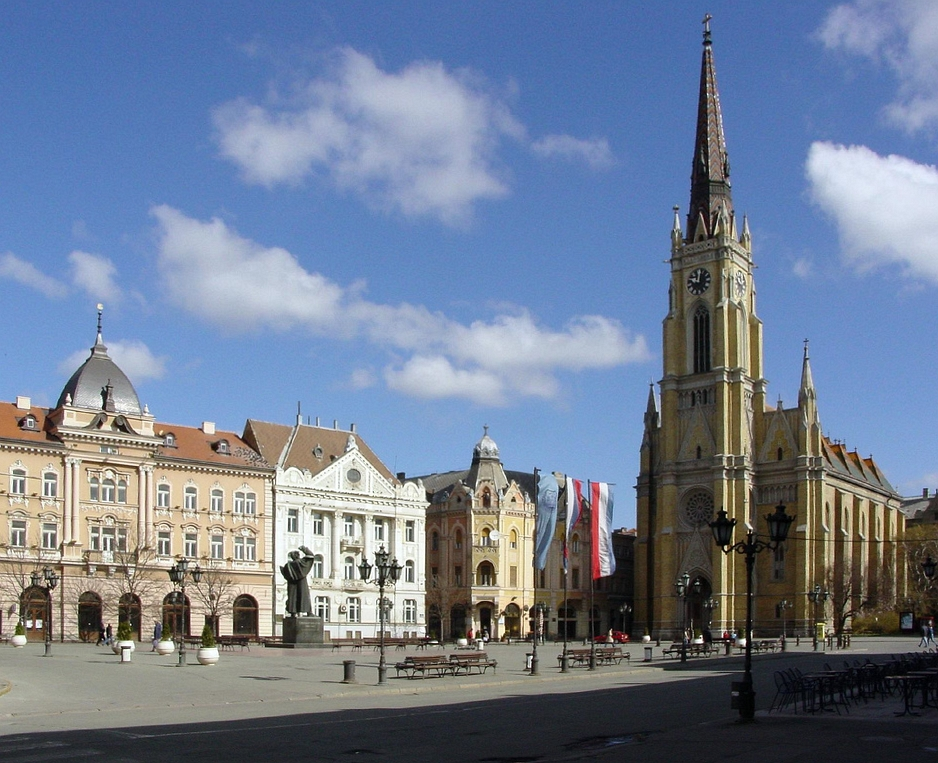
RK Mariakerk

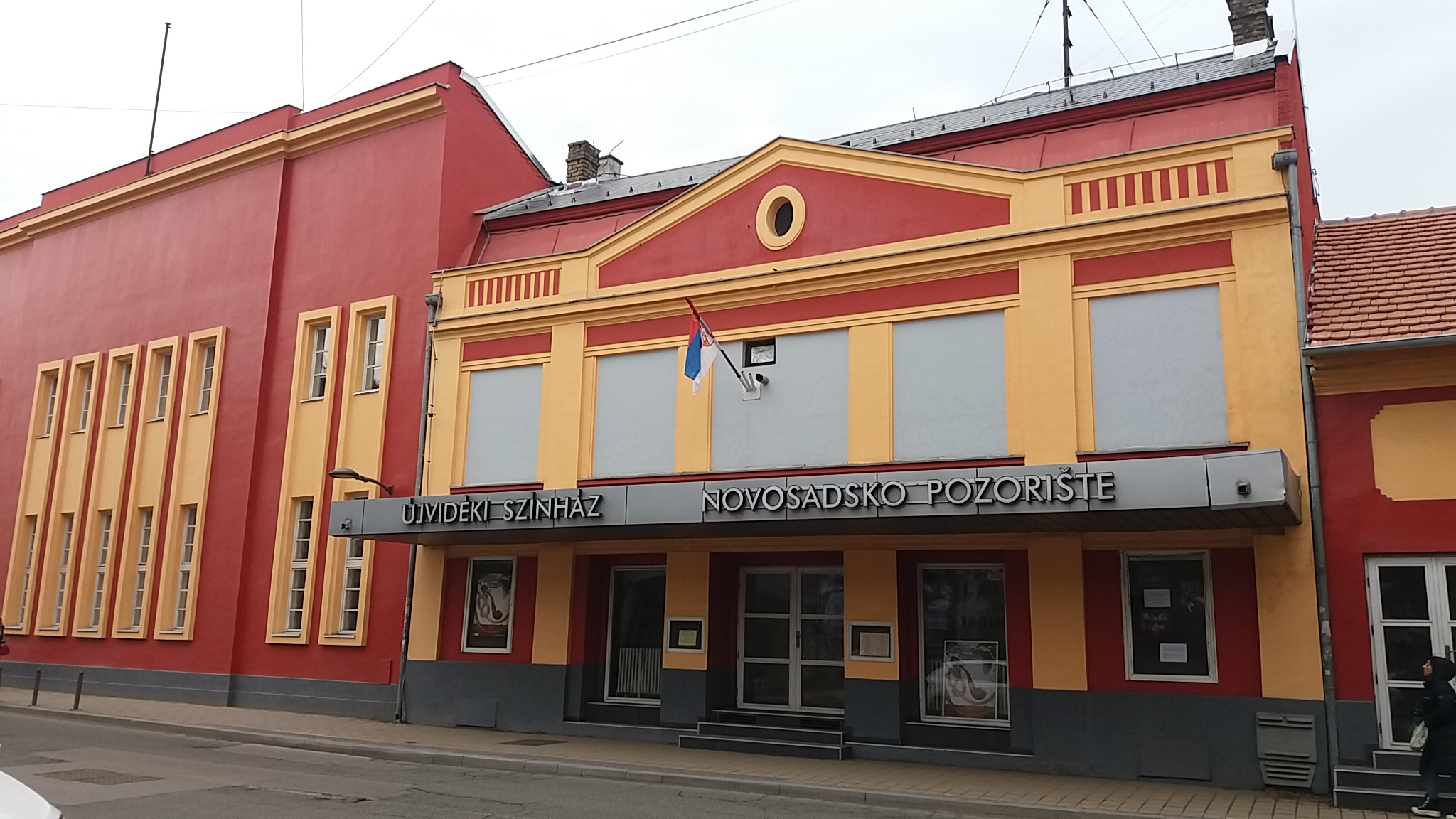
Hongaars theater

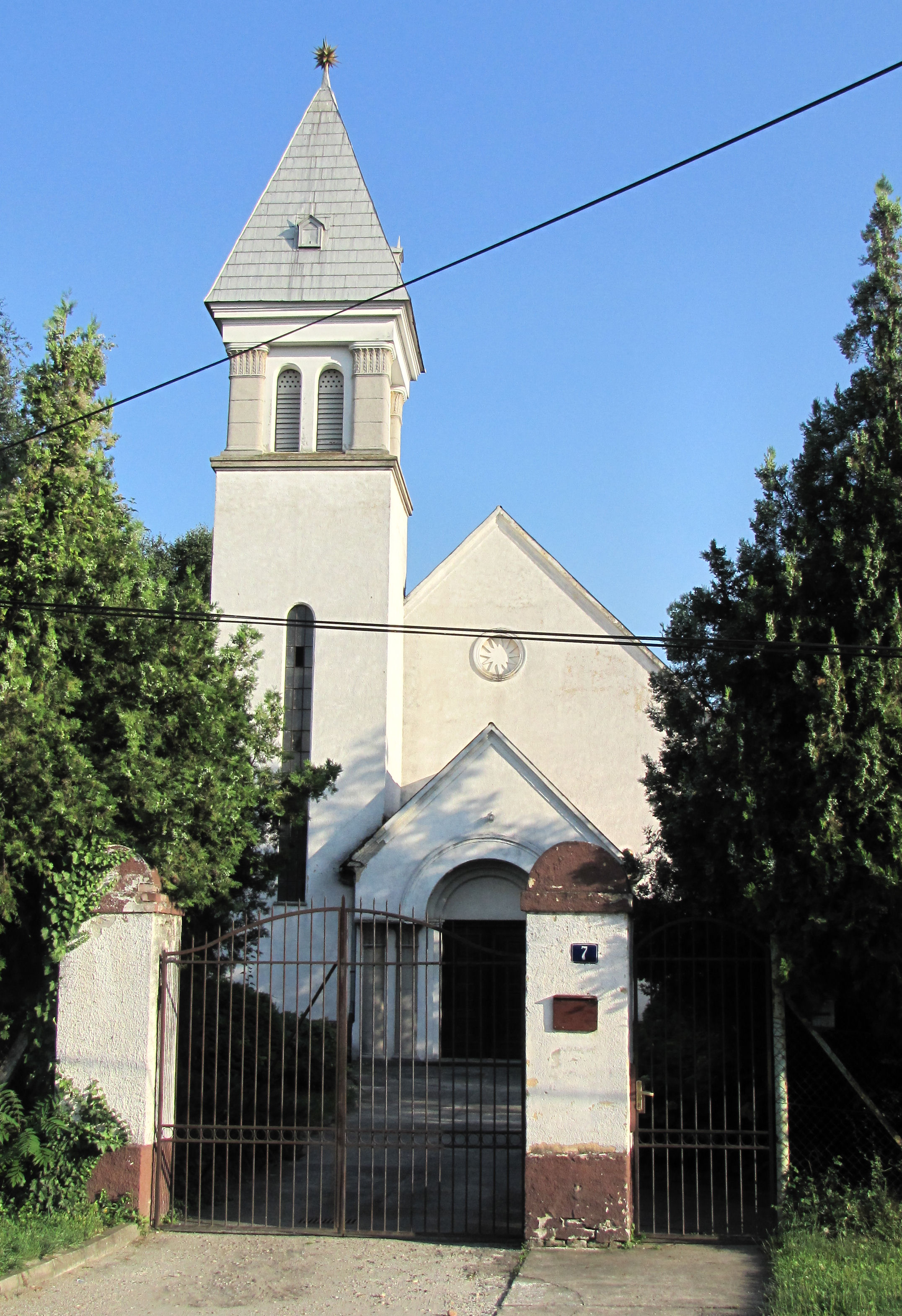
Hongaars gereformeerde kerk

Novi Sad (Servisch: Нови Сад; Duits: Neusatz (an der Donau); Hongaars: Újvidék) is de tweede stad van Servië (389.117 inwoners in 2013) en de hoofdstad van de regio Vojvodina. De stad is gelegen aan de Donau, circa honderd kilometer ten noordwesten van Belgrado. De naam Novi Sad betekent "nieuwe tuin", de naam Újvidék betekent nieuwe streek.

## Geschiedenis
Novi Sad is pas tot stad verheven, nadat de Habsburgers het gebied op de Turken veroverden in 1687. De plaats lag strategisch, tegenover het door de Oostenrijkers opgerichte Fort van Petrovaradin (Duits: Peterwardeiner Schanze, Hongaars: Péterváradisánc), een belangrijk bruggenhoofd aan de overzijde van de rivier. Aanvankelijk werd er een nederzetting gesticht onder de naam Ratzenstadt. In 1748 kreeg het van keizerin Maria Theresia de status van vrije koningsstad en haar nieuwe namen: Neusatz (Hongaars; Újvidék). Tijdens de Hongaarse opstand in 1848 tegen het Habsburgse gezag werd de stad vanuit het fort beschoten en voor een groot deel vernield. Zij had een dominant Hongaars karakter, maar ontwikkelde zich ook tot een belangrijk Servisch cultureel centrum, het Servische Athene. Daarnaast woonden er Zwaben (Duitsers), Joden en Hongaren. De stad behoorde in de Habsburgse periode tot het kroonland Hongarije, terwijl het nabije Servië lang Turks bleef en pas in 1817 autonomie verkreeg. In 1867 werd de stad onderdeel van het Habsburgse koninkrijk Hongarije. In 1920 werd de stad bij het Verdrag van Trianon met de rest van de Vojvodina toegewezen aan het nieuw opgerichte Joegoslavië. 
Tussen 1941 en 1945 werd Novi Sad door Duitse en Hongaarse legers bezet en opnieuw onderdeel van Hongarije. Voor zover ze niet konden vluchten of onderduiken werden de Joden vermoord. Bij het Bloedbad van Novi Sad in januari 1942 kregen ongeveer duizend Joodse en Servische inwoners een nekschot van Hongaarse gendarmes en militairen en werden hun lijken in de Donau gegooid. Na de terugverovering door de Serviërs op 23 oktober 1944 werden veel Hongaren en Duitsers (Zwaben) geïnterneerd en vermoord. Voor zover zij overleefden werden ze na 1949 gedeporteerd. Dat overkwam vrijwel alle Duitsers en het grootste deel van de Hongaren.
Na de oorlog groeide de stad in een zeer hoog tempo en vestigden zich er tienduizenden Serven waardoor Novi Sad een dominant Servisch karakter kreeg.
Novi Sad ontwikkelde zich verder tot een belangrijke industriestad, die in 1999 een belangrijk doelwit was van de NAVO-bombardementen op het Joegoslavië van Slobodan Milošević. Begin april werden de drie bruggen over de Donau vernietigd, waaronder de Vrijheidsbrug en de Varadin-brug. Tot 2005 lag er nog een pontonbrug over de Donau (ter vervanging van een tweetal verkeersbruggen), waardoor het scheepvaartverkeer vanuit het noorden geblokkeerd was. De spoorwegbrug werd snel herbouwd, evenals één verkeersbrug. Sinds in 2005 ook de tweede verkeersbrug gereed werd, is de pontonbrug verdwenen en ondervindt het scheepvaartverkeer geen hinder meer.
Novi Sad heeft een klein centrum waar, vooral in de voetgangerszone, veel winkels en horeca gevestigd zijn. Het middelpunt van de stad is het Vrijheidsplein (Trg slobode), waar het stadhuis, de rooms-katholieke kathedraal en aan de westkant enkele prominente gebouwen uit het fin de siècle staan. Interessant is ook de iets verder gelegen synagoge (1909), die tegenwoordig als concertzaal in gebruik is. De voornaamste bezienswaardigheid van Novi Sad is echter het direct aan de overzijde van de Donau gelegen Fort van Petrovaradin, waar Oostenrijk en Venetië de Turken in 1716 een nederlaag toebrachten. Vanaf het fort heeft men een wijd panorama over de stad en de Donau. Tevens is het fort het decor van het popfestival Exit, dat hier ieder jaar in juli wordt gehouden en ook buiten Servië steeds meer bekendheid geniet. Even verderop strekt zich langs de Donau het heuvelland uit van de Fruška Gora, met zijn talrijke Servisch-orthodoxe kloosters.
Sinds Novi Sad in 1960 een universiteit kreeg, is het in Servië ook een belangrijke studentenstad geworden.

## Bevolking
De bevolking van Novi Sad is sinds de stad in de 18e eeuw werd gesticht sterk gemengd geweest. Er woonden Hongaren, Serviërs en Zwaben (Duitsers). In het verleden waren er ook grote Griekse en joodse minderheden.
In 1910 waren van de toen 33.590 inwoners er 13.343 Hongaren, 11.594 Serviërs en 5.918 Duitsers (Zwaben). De meeste Joden rekenden zich tot de Hongaren.
Tegenwoordig is de voornaamste minderheid de Hongaarse (zie: Hongaarse minderheid in Servië). De Hongaren vormen volgens de volkstelling van 2011 een minderheid van ruim 13.000 personen (3,8%). In de gemeenteraad van de stad heeft de Hongaarse partij Alliantie van Hongaren in Vojvodina 2 zetels.

### Etnische groepen
De bevolkingssamenstelling van de gehele gemeente (laatste drie volkstellingen):
| Etniciteit     | 1991    | 2002    | 2011    |
| -------------- | ------- | ------- | ------- |
| Serven         | 173,420 | 225,995 | 269,117 |
| Hongaren       | 20,245  | 15,687  | 13,272  |
| Slowaken       | 8,165   | 7,230   | 6,596   |
| Kroaten        | 8,848   | 6,263   | 5,335   |
| Roma zigeuners | 1,133   | 1,740   | 3,636   |
| Montenegrijnen | 6,226   | 5,040   | 3,444   |
| Roethenen      | -       | 2,032   | 2,160   |
| Joegoslaven    | 32,803  | 9,514   | 2,355   |
| Moslims        | 1,737   | 1,015   | 1,138   |
| Macedoniërs    | -       | 1,144   | 1,111   |
| Roemenen       | 902     | 860     | 891     |
| Gorani         | -       | 358     | 709     |
| Oekraïners     | -       | -       | 484     |
| Duitsers       | -       | -       | 429     |
| Slovenen       | -       | -       | 412     |
| Albanezen      | -       | -       | 356     |
| Russen         | -       | -       | 329     |
| Overig         | 18,211  | 22,416  | 31,861  |
| Totaal         | 265,464 | 299,294 | 341,625 |

### Hongaarse gemeenschap
De Hongaren vormen sinds het stichten van de stad een van de belangrijke bestanddelen in de bevolking van de stad. Tijdens de eerste volkstelling onder het koninkrijk Hongarije in 1880 waren de Hongaren in totaal met 8.287 personen op een bevolking van 54.174 inwoners. In 1890 was hun aantal gegroeid naar 12.437 personen op een totaal van 60.844 personen een aandeel van 20,4%. In 1900 groeit het aantal Hongaren door naar 14.916 personen op een totale bevolking van 69.028 inwoners, een aandeel van 21,6%. In 1910 is het aantal Hongaarssprekenden 18.379, 25% van de stadsbevolking van ruim 74.000 personen in dat jaar.
In 1920 wordt het Hongaars Újvidék omgedoopt in Novi Sad en onderdeel van het Koninkrijk van Serven, Kroaten en Slovenen. Het aantal Hongaren is tijdens de volkstelling van 1921 gedaald naar 16.548 (21%), de totale bevolking is dan 78.958. In 1931 stijgt het aantal Hongaren naar 22.912 (22,7%) op 101.036 inwoners. In 1941 valt Hongarije het gebied binnen en lijft een groot deel van Vojvodina weer in. Novi Sad wordt weer hernoemd naar Újvidék en tijdens de volkstelling blijkt dat er 10.000 personen zijn gevlucht. De totale bevolking is dan 92.391, het aantal Hongaarssprekenden bereikt het hoogste aantal ooit van 36.313 (39,3%) en ook het hoogste aandeel Hongaren op de totale bevolking.
In 1945 wordt Novi Sad onderdeel van Joegoslavië. In 1948 vindt er weer een volkstelling plaats waarbij de Hongaren in aantal 25.375 personen sterk zijn op een totale bevolking van 111.366 inwoners. In 1953 bereikt de stad een bevolkingstal van 120.686, er zijn dan 26.641 Hongaren. In 1961 zijn er 155.685 inwoners, het aantal Hongaren bereikt haar naoorlogse hoogtepunt van 28.986 personen (18,6%). De rechten van de minderheden worden geborgd in de vorming van de autonome provincie Vojvodina in de jaren 70 van de vorige eeuw. In 1971 zijn er 28.412 Hongaren op een bevolking van 206.821 personen. De stadsbevolking groei flink door, in 1981 zijn er al 250.138 inwoners, het aantal Hongaren daalt door lagere geboortecijfers, in 1981 zijn er 24.323 Hongaren. In 1991 vindt de laatste volkstelling plaats onder het oude Joegoslavische bewind. Kort daarna verklaart Slovenië haar onafhankelijkheid en beginnen de Joegoslavische oorlogen. In 1991 heeft Novi Sad 265.464 inwoners waaronder 20.245 Hongaren (8%). Dit is de laatste volkstelling waarbij het aantal Hongaren boven de 20.000 ligt. In de oorlogen vluchten veel etnisch Hongaarse Serviërs naar Hongarije of West-Europa. In 2002 is het aantal Hongaren gedaald naar 15.687 om in 2011 verder af te nemen naar 13.272.
Bron: https://kisebbsegkutato.tk.hu/sebok-laszlo-vajdasag-1870-2011

### Hongaarse instituten
In Novi Sad bevinden zich een aantal belangrijke instituten voor de Hongaarse gemeenschap zoals het Hongaarstalige theater, een Hongaars gereformeerde kerk en een aantal Rooms Katholieke kerken waar vieringen zijn in de Hongaarse taal. Verder is er een Hongaars cultureel centrum Petőfi Sándor in de wijk Telep.
Er zijn drie Hongaarstalige basisscholen te vinden in Novi Sad: de Petőfi Sándor school, de József Attila school en de Sonja Marinković school. Verder zijn er vijf middelbare scholen met Hongaarstalige afdelingen; het Svetozar Marković Gimnasium, De 7 Aprilschool voor gezondheidszorg, de Mihajlo Pupin school voor electrotechniek, de Bogdan Šuput school voor beeldende kunst en de in een voorstad gevestigde agrarische school Futog. Op de Universiteit van Novi Sad is bij diverse opleidingen de mogelijkheid voor Hongaarstalige consulten.
De belangrijkste Hongaarstalige krant van Servië (Magyar Szó) heeft haar hoofdredactiekantoor in Novi Sad. Verder is in de stad de radio en televisie van Vojvodina gevestigd. Vojvodina Radio 2, beter bekend onder de naam Újvidéki Rádió zendt 24 uur per dag uit in de Hongaarse taal. TV2 van de publieke omroep van Vojvodina zendt dagelijks diverse programma's uit in de Hongaarse taal waaronder dagelijks om 13:00 en 19:00 uur een televisiejournaal in het Hongaars.

## Gemeente Novi Sad

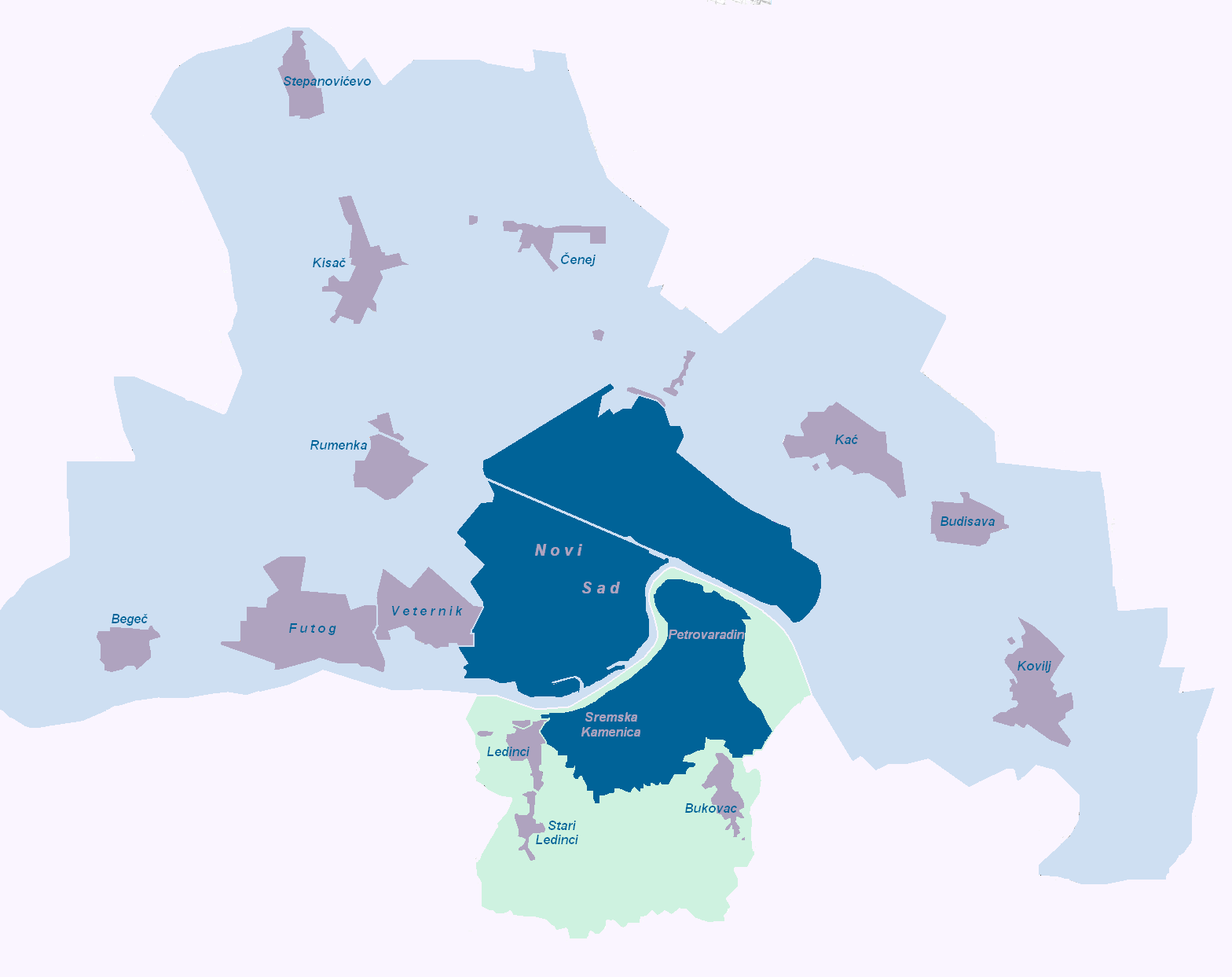
gemeentekaart

De gemeente bestaat uit drie deelgemeenten:
- Novi Sad
- Petrovaradin
- Sremska Kamenica

Buiten de kernen Novi Sad, Petrovaradin en Sremska Kamenica zijn er 13 plaatsen die onderdeel uitmaken van de gemeente:
- 1 Begeč 3.325 inwoners
- 2 Budisava 3.656 inwoners
- 3 Bukovac 3.936 inwoners (Petrovaradin)
- 4 Čenej 2.125 inwoners
- 5 Futog (stad)	18.641 inwoners
- 6 Kać 11.740 inwoners
- 7 Kisač 5.091 inwoners
- 8 Kovilj 5.414 inwoners
- 9 Ledinci 1.912 inwoners (Petrovaradin)
- 10	Rumenka 6.495 inwoners
- 11 Stari Ledinci 934 inwoners (Petrovaradin)
- 12 Stepanovićevo 2.021 inwoners
- 13 Veternik (stad) 17.454 inwoners

## Sport
FK Vojvodina is de belangrijkste sportclub van Novi Sad. De voetbaltak werd in 1966 en 1989 Joegoslavisch landskampioen en won in 2014 de Servische voetbalbeker.
In 2012 was Novi Sad een van de vier speelsteden tijdens het EK handbal (mannen).

## Media
Novi Sad is het centrum voor de media in de provincie Vojvodina. In de stad is de publieke omroep van de autonome provincie gevestigd; Radio Televizija Vojvodine. Ze exploiteert 3 radiozenders en twee televisiekanalen. Op stedelijk niveau is er het tv station Novosadska televizija.
Verder verschijnen in de stad de volgende dagbladen:
- Dnevnik (sinds 1942)
- Magyar Szó (sinds 1944)

## Geboren in Novi Sad
- Stefan Galowich (1872-1925), Luxemburgs kunstsmid
- Tommy Lapid (1931-2008), Israëlisch journalist, columnist, publicist, tv-presentator, (sport)bestuurder en politicus
- Đorđe Balašević (1953-2021), singer-songwriter
- Slaviša Jokanović (1968), voetballer en voetbalcoach
- Radoslav Samardžić (1970), voetballer
- Monica Seles (1973), tennisster
- Radoslav Batak (1977), voetballer
- Tijana Bogićević (1981), zangeres
- Milan Stepanov (1983), voetballer
- Željko Brkić (1986), voetballer
- Mihail Dudaš (1989), atleet
- Nenad Minaković (1989), voetbalscheidsrechter
- Slobodan Medojević (1990), voetballer
- Nemanja Radoja (1993), voetballer
- Mijat Gaćinović (1995), voetballer
- Mihailo Ivanović (2004), voetballer
- Nikola Topić (2005), basketballer